# Ментоловые сигареты
Ментоловые сигареты — ароматизированные сигареты, в которых в качестве вкусовой добавки используют ментол или его синтетические заменители. Ароматизатор добавляют к табачной смеси напрямую или в специальные капсулы внутри фильтра. Ароматизированные сигареты так же вредны, как и обычные, но считаются более опасными, так как связаны с повышенным уровнем табачной зависимости.
В качестве добавки ментол повышает привлекательность табачных изделий, так как скрывает неприятный запах и облегчает раздражение от дыма в горле. Ментоловые добавки обладают анестезирующим и бронхорасширяющим эффектом, поэтому курильщики могут вдыхать дым глубже, что связано с повышенным уровнем никотиновой зависимости и риском для организма. Как подросткам, так и взрослым курильщикам сигарет с ментолом сложнее отказаться от вредной привычки по сравнению с курильщиками, предпочитающими обычные сигареты.
Популярность табачных изделий с ментолом различается в разных странах, что связано с маркетинговыми стратегиями производителей и демографическими особенностями региона. Основными группами потребителей являются курильщики с низкими доходами и уровнем образования, женщины, этнические меньшинства и молодёжь.

## Распространение

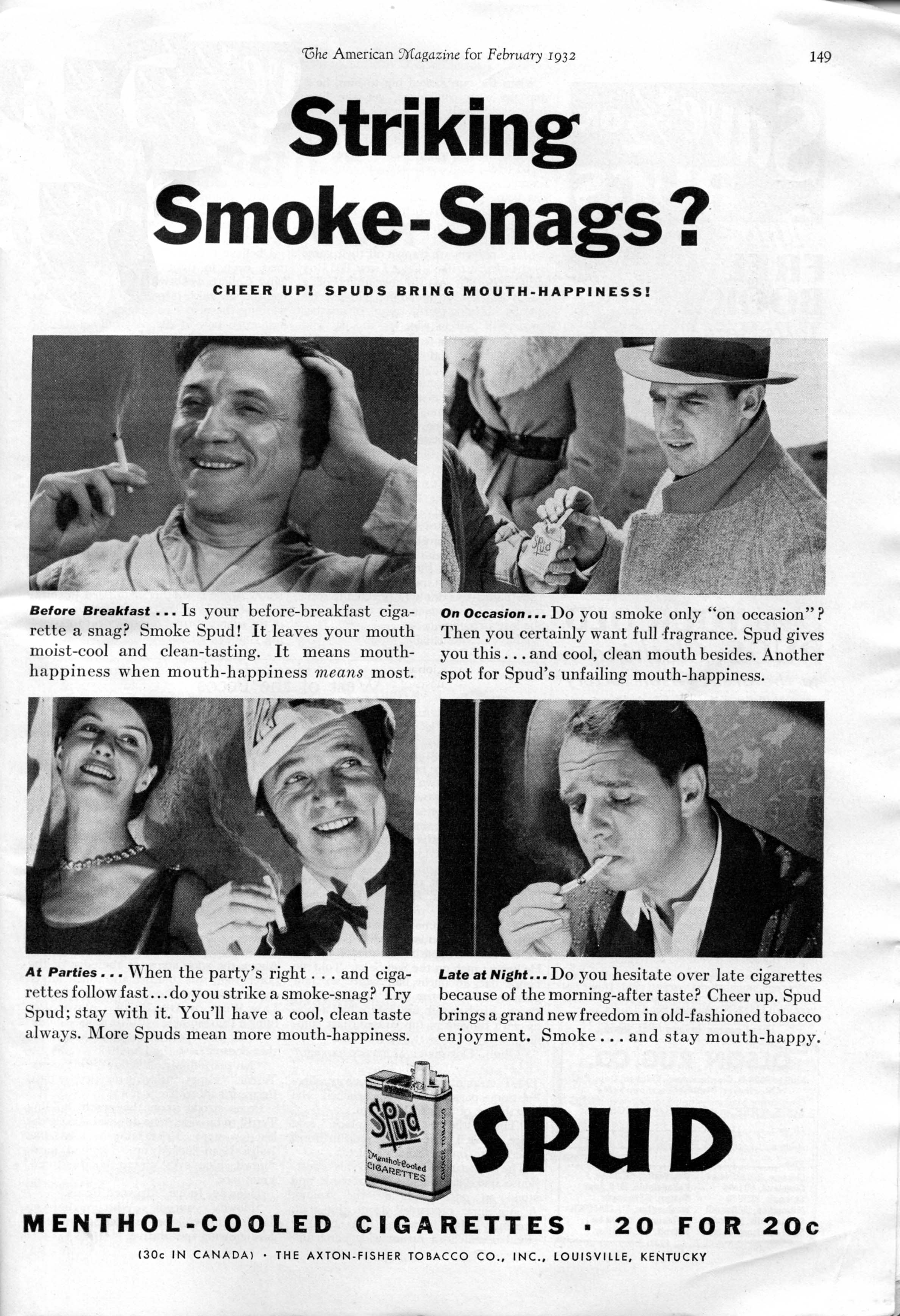
Реклама сигарет Spud, 1932 год

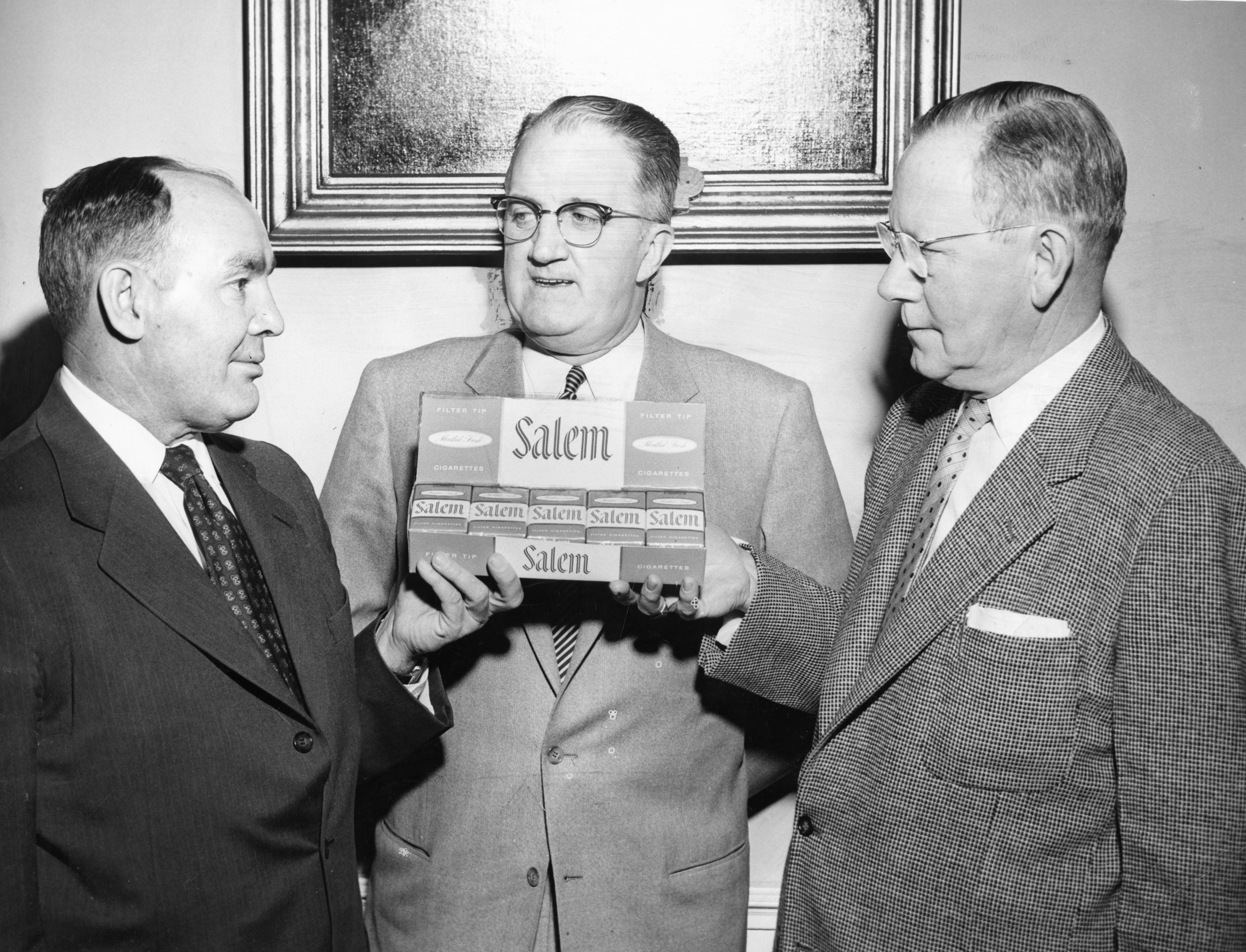
Мэр города Салем получает в подарок первую упаковку сигарет Salem

Первый патент на ментоловые сигареты приписывают американцу Ллойду Хьюзу. Он хранил сигареты в банке с кристаллическим ментолом, который вдыхал против астмы. Хьюз запатентовал ментоловые сигареты в 1924-м, а три года спустя компания Axton-Fisher Tobacco приобрела технологию, начав производство ароматизированных сигарет Spud. К 1932 году они стали пятыми по популярности сигаретами в США. Но массовое распространение и маркетинг подобной продукции начались только во второй половине 1950-х годов, когда R.J. Reynolds представила первые ментоловые сигареты с фильтром Salem. Производители активно рекламировали новинки как «свежую» альтернативу, хотя ароматизированный табак так же вреден, как и обычный. А талисман бренда Kool — мультяшный пингвин Dr. Kool — даже рекомендовал ментоловые сигареты как средство от кашля.
С годами производство ментоловых сигарет развивалось: помимо синтезированного из масла кукурузной мяты натурального ментола, в производстве используют синтетический ментол или их комбинацию. Ароматизатор могут наносить как на обёрточную бумагу сигареты, так и добавлять напрямую в табачную смесь. Обычно ароматизатор составляет 0,7 % от веса табачного наполнителя, но показатель может варьироваться от 0,3 % до 1,6 % в зависимости от бренда. По другим данным, вес ментоловой добавки в среднем составляет 2,9—7,2 мг на сигарету. Во время курения ментол закипает при температуре 212 °C и, предположительно, улетучивается до того, как температура горения сигареты достигнет максимума. В 2007 году японские производители внедрили новую технологию ароматизирования: небольшие капсулы, которые курильщик может раздавить по желанию. Новинка набрала популярность у молодёжи из-за своей интерактивности, и вскоре сигареты с капсулами разных вкусов внедрили на табачных рынках по всему миру. С появлением бездымной табачной продукции — электронных сигарет и систем нагревания табака — ментоловые и мятные вкусовые добавки стали одними из самых популярных. Ментол может содержаться в небольшой концентрации даже в обычных сигаретах, которые не рекламируют как «охлаждающие». Производители могут добавлять другие синтетические добавки без вкуса или запаха, которые имитируют расслабляющий эффект ментола.
В 2014 году наибольшей популярностью среди европейских курильщиков ментоловые сигареты пользовались в Великобритании и Польше. Так, в первой из них на долю сигарет с ментолом приходилось примерно 20 % рынка. В 2016-му ментоловые сигареты курило около 12 % британских курильщиков и 10 % польских. Наименьшей популярностью ароматизированный  табак пользовался в Германии и Испании.
Ментол является самым популярным ароматизатором сигарет, на который к 2018 году приходилось примерно 10 % мирового рынка сигарет. На рынках Филиппин, Чили и Сингапура показатель превышал 25 %. В США на тот момент продажи сигарет с ментолом составили 36 % национального рынка.

## Опасность

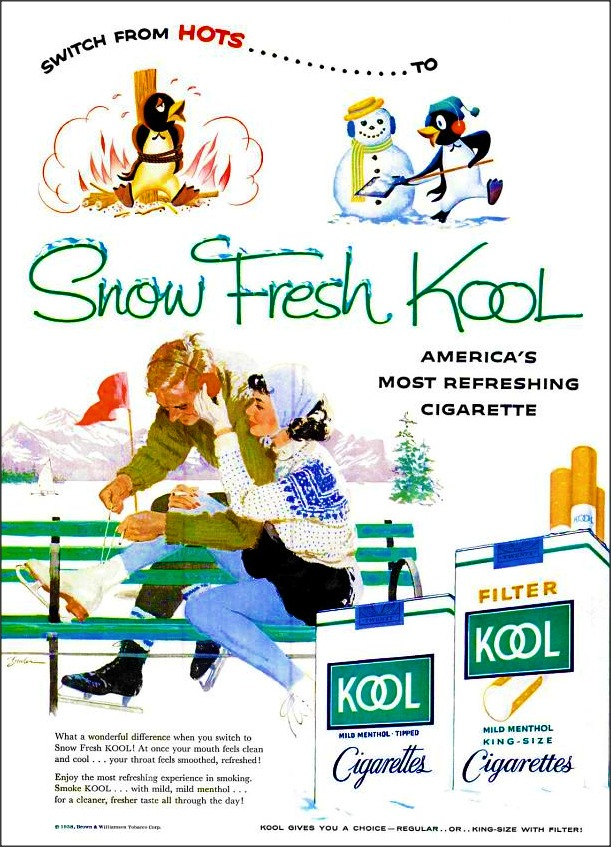
Реклама сигарет Kool, 1958 год

Курение любых сигарет, включая сигареты с ментолом, вредно и увеличивает риск серьёзных заболеваний и преждевременной смерти. Как и другая табачная продукция, ментоловые сигареты связаны с развитием онкологических, респираторных и сердечно-сосудистых болезней, а также с неблагоприятными последствиями для репродуктивной системы. Вторичный дым сигарет с ментолом опасен в той же степени, как и дым обычных сигарет.
В качестве сигаретного ароматизатора ментол помогает замаскировать резкий запах и раздражение от табачного дыма. Он обладает анестезирующим действием и подавляет естественные защитные реакции организма на химическое раздражение, вызванное никотином и другими компонентами табачного дыма. Это позволяет сократить рефлекторный кашель и сухость в горле, которая возникает при курении. В результате курильщики могут дольше вдыхать и удерживать в лёгких дым, а значит подвергаются бо́льшему воздействию токсичных веществ. Кроме того, ментол обладает бронхорасширяющими свойствами, позволяя дыму глубже проникать в лёгкие, что может усилить эффект от никотина на мозг.
Ментоловые сигареты вызывают более серьёзную зависимость, чем неароматизированный табак. Соответственно, некурившим ранее людям легче «втянуться», а курильщикам труднее отказаться от вредной привычки. Для сравнения, в США потребление обычных сигарет снизилось в 2009—2018 годах на 33 %, тогда как потребление сигарет с ментолом — только на 8 %. Часто некурящие и курильщики покупают ментоловые сигареты в качестве эксперимента, чтобы «попробовать» сигареты. Так как потребители ошибочно связывают продукцию с меньшей опасностью для здоровья, такая практика вызывает опасения экспертов. Сигареты с ментолом активно продвигаются на молодую аудиторию, поэтому они могут способствовать приобщению к курению и развитию зависимости в раннем возрасте. Предположительно, курильщики ментоловых сигарет на 80 % чаще сохраняют привычку на всю жизнь в сравнении с потребителями обычных. Чтобы облегчить отказ от ароматизированного табака, эксперты советуют курильщикам сначала ненадолго переключиться на неароматизированную продукцию.

## Маркетинг

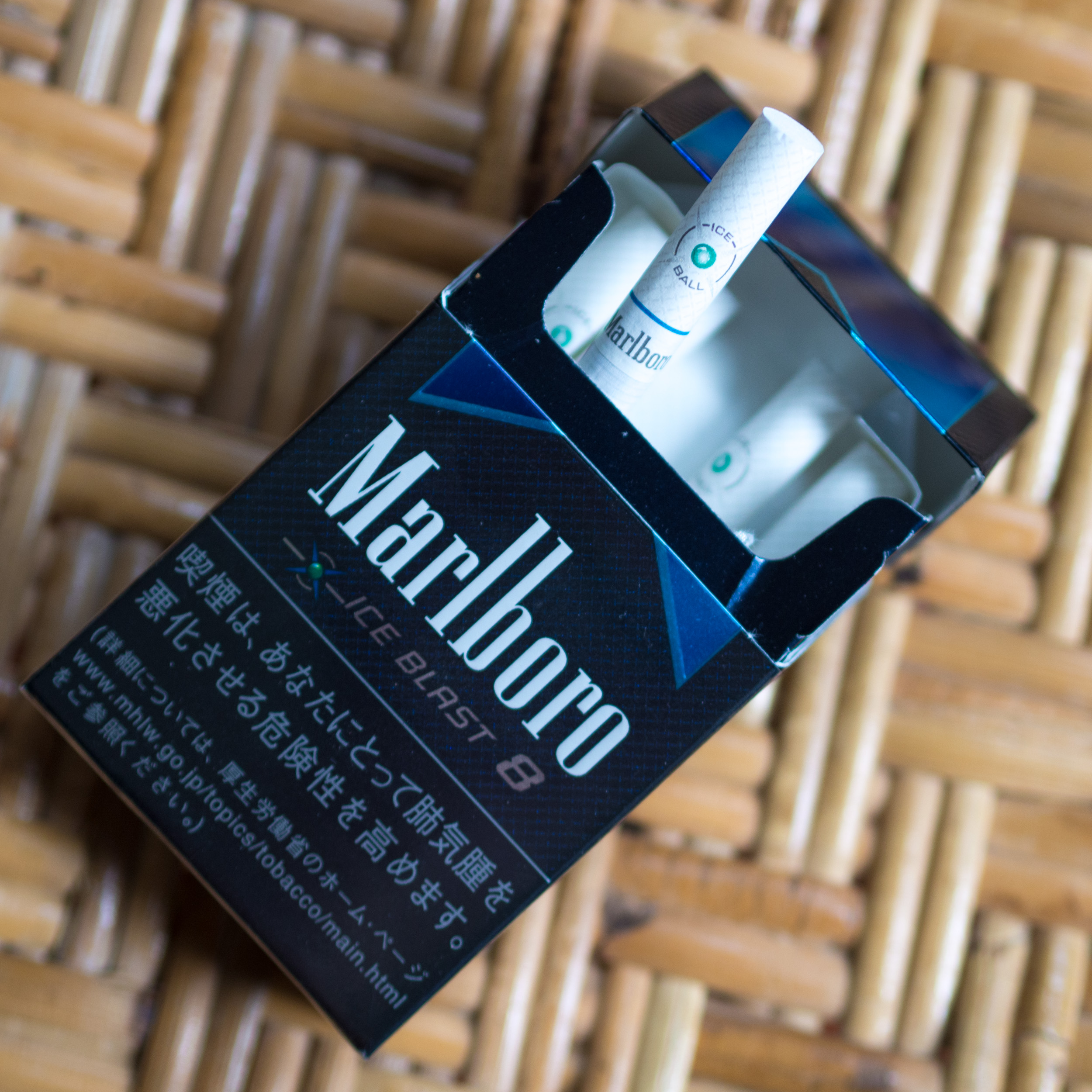
Пример сигарет с ментоловой «капсулой», 2013 год

Вскоре после появления ментоловых сигарет на американском рынке они набрали популярность среди национальных меньшинств. Исторически эксперты относили эти группы к более уязвимым слоям населения из-за меньшего доступа к образованию и соцобеспечению. Рост числа курильщиков ментоловых сигарет могли ускорить ложные рекламные заявления о пользе ментоловых сигарет для здоровья и изображения, подразумевающие их безопасность. Так, одна из основных целевых аудиторий подобной рекламы стали афроамериканцы. К 2018 году 80 % темнокожих курильщиков в США предпочитали ментоловые сигареты. Это определяет характер рекламных кампаний ментоловых сигарет: например, в 1950-х годах их рекламировал бейсболист Элстон Ховард, в 1970-х их продвигали с помощью хита Джеймса Брауна. Позднее площадками для рекламы часто становились джазовые фестивали и концерты хип-хоп музыки, а также журналы, ориентированные на меньшинства. Например, при сравнении табачной рекламы в более 50 выпусках People и Ebony в 2002 году исследователи зафиксировали, что реклама ментоловых сигарет составила 17,3 % против 67,2 % соответственно. В испанской версии People реклама ментоловых сигарет встречалась в 2,6 раза чаще, чем в англоязычной. Это подтверждало то, что другой целевой группой являлись латиноамериканцы. Кроме того, представители ЛГБТ сообщества, а также люди с психическими заболеваниями курят сигареты с ментолом чаще, чем остальная часть населения. Подобное непропорциональное распределение может привести к неравенству в области здравоохранения.
Также реклама ментоловых сигарет ориентирована на женщин и молодёжь. Например, в Сингапуре реклама ароматизированных сигарет молодым людям стала ключевым направлением маркетинговой стратегии отрасли, и к 2016 году такая продукция составляла 48 % табачного рынка. Особенно популярны среди молодых курильщиков сигареты с ментоловыми «капсулами», так как интерактивны и связаны с ощущением новизны. Реклама других типов ментоловых сигарет привлекает молодёжь за счёт изображений вечеринок и романтических сцен. Часть кампаний рекламировала такие сигареты как «лёгкие» и «свежие». Опросы населения разных стран подтверждают эффективность подобных кампаний. Например, до принятия ограничений на ароматизированные сигареты в середине 2010-х годов в Канаде их предпочитала треть курильщиков старших классов.
Маркетинговые кампании ментоловых сигарет часто ориентированы на тех курильщиков, которые озабочены проблемами со здоровьем и намереваются бросить. Такая реклама содержит отсылки к «ментоловой свежести» и чувством очищения. В результате курильщики могут ошибочно воспринимать сигареты с ментолом как более безопасный выбор, чем традиционные сигареты. Например, в опросах американских курильщиков 2013 года минимум 5 % заявляло, что курят сигареты с ментолом, так как они лучше для организма.

## Регулирование
Рамочная конвенция Всемирной организации здравоохранения по борьбе против табака предусматривает запрет добавок, которые повышают привлекательность табачных изделий. И правительства разных стран вводят соответствующие ограничения, несмотря на противодействие табачных производителей. Так, в 2012 году первой страной в мире, где был принят соответствующий запрет, стала Бразилия. Но чиновники не смогли внедрить меры вплоть до 2018-го из-за судебных тяжб с локальным филиалом Philip Morris International. Также одной из первых стран, где запрет ментоловых сигарет был принят на национальном уровне, стала в 2015-м Чили. Министерство здравоохранения страны имеет право запрещать любые табачные добавки, повышающие опасность сигарет. И чиновники планировали внедрить ограничения ещё в 2013-м, но противодействие табачных компаний замедлило этот процесс. Принять нормы удалось только когда Минздрав доказал, что среди несовершеннолетних курильщиков в Сантьяго 66 % выбирали ментоловые сигареты.
В Канаде запрет на ароматизированные сигареты действует с 2010 года, но табачная продукция с ментоловым вкусом изначально не подпадала под эти нормы. Соответствующие ограничения были введены только в 2015-м в Новой Шотландии и Альберте. А через два года канадские власти стали одними из первых, кто ввёл национальный запрет на ментоловые сигареты. Вскоре подобные директивы ввели Эфиопия, Сенегал, Уганда, Нигерия, Молдова и Турция.
Когда в 2009 году в США были запрещены «конфетные» ароматизаторы сигарет, ментол не вошёл в перечень запрещённых добавок. И к 2010-х годам продажи сигарет с этим ароматом составляли более 30 % сигаретного рынка США. В 2016-м обсуждался федеральный запрет на сигареты с ментолом, но закон принят не был. И хотя правительства штатов имели право самостоятельно вводить подобный запрет, к 2018 году менее 1 % населения страны проживало в регионах, свободных от ментоловых сигарет. В 2020-м ограничения на все ароматические табачные добавки (включая ментол) ввели на территории Массачусетса. Позднее подобную меру приняло правительство Калифорнии, хотя табачные производители пытались препятствовать её реализации через третьих лиц. Они утверждали, что закон повлечёт катастрофические убытки среди продавцов магазинов. Тем не менее, независимые исследования не подтвердили этого. В июне 2020 года две неправительственные организации, поддерживающие темнокожее население, подали иск против Управления по санитарному надзору за качеством пищевых продуктов и медикаментов (FDA), чтобы заставить регулирующий орган ввести бан на сигареты с ментолом. Истцы стремились сократить неравенство в области здравоохранения, отмечая, что 85 % афроамериканских курильщиков отдавали предпочтение сигаретам с ментолом. В сентябре 2020 года к иску присоединилась Американская медицинская ассоциация, а через год FDA признало необходимость ограничить «последний из допустимых» табачных ароматизаторов и подтвердило, что приступил к разработке соответствующих стандартов. Предположительно, только в первые 13—17 месяцев мера поможет увеличить число бросающих курить афроамериканцев на 230 тысяч человек.
С 2014 года действует Директива 2014/40/ЕС о табачных изделиях, которая регулирует производство, продвижение и продажу табачных изделий на территории государств-членов Европейского Союза. Документ ограничил продажу ментоловых сигарет, что привело к искам со стороны Польши и Румынии. Их представители называли нормы несправедливыми, так как на территории этих стран товарооборот подобной продукции был наиболее высок. Последовавшие разбирательства и протесты со стороны табачной промышленности замедлили введение ограничений на ментоловые сигареты до 2020-го. Но даже после вступления норм в силу производители использовали лазейки в законодательстве, которое не распространялись на системы нагревания табака и электронные сигареты.
На 2021 год около 40 стран мира ввели или рассматривали законопроекты об ограничении ароматических табачных добавок. Но в разных регионах нормы могут распространяться как на все табачные изделия и ароматы, так и только на добавки с ярким «характерным» вкусом. И эксперты ВОЗ отмечали необходимость более жёстких мер к ментоловым сигаретам.

## Противодействие ограничениям
Табачные производители используют разные стратегии, чтобы замедлить введение запретов на ароматизированный табак или ослабить ограничения. Неправительственная организация Comité National Compre Le Tabagisme обвиняла табачные компании в лоббировании двусмысленных терминов во время обсуждения соответствующего законодательства в ЕС. Предположительно, после действий индустрии в документ была добавлена расплывчатая формулировка «характеризующий ментоловый аромат». Регулирующим органам потребовалось около пяти лет, чтобы исправить методологию.
Производители настаивают, что антименотоловое законодательство связано с ростом числа контрабандной продукции, хотя не существует достаточного числа доказательств этому. В своих заявлениях представители индустрии намеренно занижают потенциальный вред ароматизированной табачной продукции. Они сосредотачивают внимание на токсичности сигарет вообще, но опускают факты о повышенной аддиктивности ментоловых сигарет. Они также запускают альтернативные продукты в обход законодательства, например, ароматизированные вкладыши или ментоловые капсулы, продающиеся отдельно от сигарет. Например, через год после запуска «карточек для добавления вкуса» Imperial Tobacco сообщал, что еженедельно продавал около 900 тысяч таких.
Табачные компании адаптируют технологии производства, чтобы добиться схожего эффекта без использования ментола. Например, в обход европейского законодательства во Франции, Германии, Бельгии и ряде других стран Japan Tobacco International запустила вариации своих марок в «голубом» и «зелёном цвете», которые пахнут и ощущаются как сигареты с добавлением ментола, хотя содержат не эту добавку, а химические аналоги. Чтобы свободно продавать ментоловую продукцию, несмотря на запреты, компании также переключаются на производство ароматизированных сигарилл. Например, Stirling Dual Capsules в упаковках не более 10 штук к 2021-му стали одним из самых популярных продуктов JTI.